# Víctor Estrella
Víctor Estrella Burgos (* 2. August 1980 in Santiago de los Caballeros) ist ein ehemaliger dominikanischer Tennisspieler. Er ist der einzige Spieler, der drei Titel bei einem Turnier – den Ecuador Open – gewinnen konnte, aber keinen anderen ATP-Titel.

## Karriere
Víctor Estrella war vor allem auf der Future und Challenger Tour aktiv. Im Einzel gewann er auf der Challenger Tour sechs Titel im Einzel und vier im Doppel. Zum 3. März 2014 durchbrach Víctor Estrella mit Rang 99 im Einzel erstmals in seiner Karriere und gleichzeitig auch als erster Spieler seines Landes die Top 100 der Weltrangliste. Er qualifizierte sich dadurch zudem direkt für das Hauptfeld der French Open 2014, was seinem Grand-Slam-Debüt gleichkam. In der ersten Runde unterlag er Jerzy Janowicz in vier Sätzen. Bei den US Open 2014 erreichte er mit der dritten Runde eine neue Bestmarke. Er wurde aufgrund dieser Erfolg als dominikanischer Sportler des Jahres 2014 ausgezeichnet.
Am 8. Februar 2015 gewann er mit den Ecuador Open Quito sein erstes Turnier auf der ATP World Tour. Zu diesem Zeitpunkt war er bereits 34 Jahre alt und damit zu dem Zeitpunkt älter als jemals ein Spieler vor ihm beim ersten Turniersieg. In der Doppelkonkurrenz erreichte er ebenfalls sein erstes Finale auf der World Tour. Durch seinen Titelgewinn erreichte er in der Weltrangliste zunächst mit Rang 52 und kurz darauf nach seinem Sieg beim Challenger in Morelos und weiteren guten Ergebnissen im Saisonverlauf mit Rang 43 seine beste Platzierung im Einzel. Sowohl 2016 als auch 2017 gelang es Estrella, seinen Titel in Quito zu verteidigen. Im Oktober 2019 bestritt er sein letztes Profiturnier.
Er spielte von 1998 bis 2019 für die dominikanische Davis-Cup-Mannschaft, deren Rekordspieler und gleichzeitig erfolgreichster Akteur er mit 65 Siegen ist.

## Erfolge
| Legende (Anzahl der Siege)  |
| Grand Slam                  |
| ATP World Tour Finals       |
| ATP World Tour Masters 1000 |
| ATP World Tour 500          |
| ATP World Tour 250 (3)      |
| ATP Challenger Tour (11)    |

| Titel nach Belag |
| Hartplatz (0)    |
| Sand (3)         |
| Rasen (0)        |
| Teppich (0)      |

### Einzel

#### Turniersiege

##### ATP World Tour
| Nr. | Datum            | Turnier   | Belag | Finalgegner     | Ergebnis        |
| --- | ---------------- | --------- | ----- | --------------- | --------------- |
| 1.  | 8. Februar 2015  | Quito (1) | Sand  | Feliciano López | 6:2, 6:75, 7:65 |
| 2.  | 7. Februar 2016  | Quito (2) | Sand  | Thomaz Bellucci | 4:6, 7:65, 6:2  |
| 3.  | 12. Februar 2017 | Quito (3) | Sand  | Paolo Lorenzi   | 6:72, 7:5, 7:66 |

##### ATP Challenger Tour
| Nr. | Datum              | Turnier       | Belag     | Finalgegner       | Ergebnis         |
| --- | ------------------ | ------------- | --------- | ----------------- | ---------------- |
| 1.  | 6. November 2011   | Medellín      | Sand      | Alejandro Falla   | 6:72, 6:4, 6:4   |
| 2.  | 22. September 2013 | Quito         | Sand      | Marco Trungelliti | 2:6, 6:4, 6:4    |
| 3.  | 10. November 2013  | Bogotá        | Sand      | Thomaz Bellucci   | 6:2, 3:0 Aufgabe |
| 4.  | 1. März 2014       | Salinas       | Sand      | Andrea Collarini  | 6:3, 6:4         |
| 5.  | 28. September 2014 | Pereira       | Sand      | João Souza        | 7:65, 3:6, 7:66  |
| 6.  | 21. Februar 2015   | Morelos       | Hartplatz | Damir Džumhur     | 7:5, 6:4         |
| 7.  | 19. August 2017    | Santo Domingo | Sand      | Damir Džumhur     | 7:64, 6:4        |

### Doppel

#### Turniersiege

##### ATP Challenger Tour
| Nr. | Datum             | Turnier  | Belag | Partner           | Finalgegner                          | Ergebnis  |
| --- | ----------------- | -------- | ----- | ----------------- | ------------------------------------ | --------- |
| 1.  | 3. Mai 2009       | Pereira  | Sand  | João Souza        | Juan Sebastián Cabal Alejandro Falla | 6:4, 6:4  |
| 2.  | 18. Mai 2009      | Sarasota | Sand  | Santiago González | Harsh Mankad Kaes Van’t Hof          | 6:2, 6:4  |
| 3.  | 23. November 2010 | Cancún   | Sand  | Santiago González | Rainer Eitzinger César Ramírez       | 6:1, 7:63 |
| 4.  | 15. Juli 2012     | Bogotá   | Sand  | Marcelo Demoliner | Thomas Fabbiano Riccardo Ghedin      | 6:4, 6:2  |

#### Finalteilnahmen

##### ATP World Tour
| Nr. | Datum           | Turnier | Belag | Partner           | Finalgegner                        | Ergebnis         |
| --- | --------------- | ------- | ----- | ----------------- | ---------------------------------- | ---------------- |
| 1.  | 7. Februar 2015 | Quito   | Sand  | João Souza        | Gero Kretschmer Alexander Satschko | 5:7, 6:73        |
| 2.  | 9. April 2016   | Houston | Sand  | Santiago González | Bob Bryan Mike Bryan               | 6:4, 3:6, [8:10] |